# الظهرة (المخادر)

تعديل مصدري - تعديل

الظهرة هي إحدى قرى عزلة السحول بمديرية المخادر التابعة لمحافظة إب، بلغ تعداد سكانها 713 نسمة حسب تعداد اليمن لعام 2004.